# Yukhon
Yukhon (auch Youkhon; voller Name Samdat Brhat-Anya Chao Yughandhara; * im 15. Jahrhundert; † 1430 in Phadao) war von 1429 bis zu seinem Tod acht Monate lang König des Reiches Lan Chang im heutigen Laos.

## Leben
Yukhon war der zweite Sohn von König Lam Kham Daeng (reg. 1417–1428) und folgte seinem Onkel, König Phommathat (reg. 1428–1429) auf den Thron. Die relativ kurzen Regierungszeiten auch der folgenden Lan Chang-Könige lassen auf massive Thronstreitigkeiten und gewaltsame Thronergreifungen schließen.
Yukhon blieb nur acht Monate König. Er floh aus Angst um sein Leben und wurde auf Befehl seiner Tante Nang Keo Pimpha (Keo Pumpha) 1430 in Phadao getötet. Ihm folgte König Konekham (reg. 1430–1432) nach.